# Андрей Первозванный (судно)
Андрей Первозванный  – пароход, который стал первым в мире научно-промысловым судном и первым специально построенным научно-исследовательским  судном Российской империи. Впоследствии был переименован в «Мурман».

## История
Судно «Андрей Первозванный» было заказано Российской империей на судостроительном заводе «Бремер Вулкан» (Bremer Vulkan) в Германии; спущен на воду в 1899 году. Строительство формально финансировалось Комитетом помощи поморам Русского Севера, но в основном, судно «Андрей Первозванный» было построено на государственные деньги.
«Андрей Первозванный» до 1907 года был экспедиционным судном "Экспедиции по научно - промысловому исследованию Мурмана",базой экспедиции был г. Александровск на Мурмане  (ныне г.Полярный). Руководители экспедиции Книпович Н.М., позже Л.Л.Брейтфус. Исследования, проводимые на судне, стали началом развития промысловой океанологии
С начала эксплуатации (1899 г.) на "Андрее Первозванном" гидрографией занимался выпускник мореходных классов СПБ речного яхтклуба,потомок знатного дворянского рода Чичаговых -  Василий Николаевич Чичагов (1875 - 1931 г.), с 1903 по 1907 года В.Н.Чичагов служил капитаном на этом пароходе и после  расформирования "Мурманской экспедиции" был направлен для дальнейшей работы в Дирекцию маяков и лоций Белого моря.
В 1910 году пароход «Андрей Первозванный» был переименован в «Мурман» и включён в  состав Балтийского Флота.
В 1915 г. переклассифицирован в гидрографическое судно. 
В 1920 судно перешло под контроль РККА и включено в состав Гидрографической экспедиции Белого моря, а в 1924 году - Северной Гидрографической Экспедиции. 
С 1937 г. - в составе Северного Флота с именем "Мгла". 
Участвовал в Советско-финляндской и Великой Отечественной войнах.
В 1954 году переделан в отопитель ОТ-12, а в 1959 - сдан на слом.

## Конструкция
Водоизмещение «Андрея Первозванного» - 410 тонн (по другим данным – 336 т). Мощность энергоустановки была достаточна для того, чтобы развивать скорость до 11 узлов. Дальность плавания – 3700 миль.
На борту судна располагались гидрологическая и биологическая лаборатории, снаряжение, предназначенное для проведения тральных и гидрографических работ.
В разработке технического задания на постройку судна участвовал русский гидролог и зоолог профессор Н. М. Книпович.